# Webdriver Torso
Webdriver Torso — це автоматизований обліковий запис YouTube для тестування продуктивності, який став відомим у 2014 році своїми припущеннями про його (тоді непояснену) природу та жартами, представленими в деяких його відео.

Типовий слайд Webdriver Torso. Втрата якості помітна в тексті та по краях прямокутника.

Створений компанією Google 7 березня 2013 року, канал почав завантажувати відео 23 вересня того ж року, що складається з простих слайдів, що супроводжуються звуковими сигналами. На нього звернули увагу у 2014 році, коли він став джерелом припущень для глядачів, які виявили його та помітили три нетипові відео з жартами. Це залишалося популярною таємницею, доки YouTube з гумором не визнав, що канал існує як утиліта внутрішнього тестування.  Станом на 4 травня 2017 року канал перестав публікувати відео з такою ж швидкістю після 624 774 відео, хоча протягом наступних років він продовжував публікувати з перервами.

## Відео
З 30 вересня 2016 року по 31 жовтня 2019 року на канал завантажено 624 774 відео. Інтервал між одним завантаженням і іншим зазвичай становив від 1 до 15 хвилин, іноді до однієї години. За винятком трьох, усі відео відповідають стандартам, описаним нижче. Канал припинив завантаження 4 травня 2017 року, але відновив завантаження 18 травня 2018 року, аж до іншої зупинки через чотири дні. Відео, завантажене 16 листопада 2020 року, було швидко видалено. На цей момент останнє відео, завантажене Webdriver Torso, було 1 листопада 2023 року.
Більшість відеозаписів тривають 11 секунд, хоча деякі також близько 1 хвилини, 5 хвилин або 25 хвилин.  Це слайд-шоу, що показує слайди тривалістю близько 1 секунди кожен. Кожен слайд складається з суцільного білого фону, перекритого двома одноколірними непрозорими прямокутниками, один червоний, а інший синій. Обидва прямокутники мають довільний розмір, форму та положення на слайді. Коли вони накладаються, червоний прямокутник завжди з’являється над синім, а в рідкісних випадках червоний прямокутник повністю закриває синій. Кожен слайд має випадковий тон хвилі, згенерований комп’ютером. У кутку кожного відео написано "aqua.flv — слайд (номер слайда з чотирьох цифр)". А «flv» — відеоформат. Ранні відео називалися «aqua»,  який потім був змінений на «tmp», абревіатуру від слова «шаблон» або «тимчасовий», після якого йшли випадкові символи. Хоча деякі відео порушують цей шаблон заголовків, наприклад, деякі заголовки мають пробіли та 25-хвилинне відео під назвою "the", але все ще мають ті самі сині та червоні прямокутники, що перекриваються.

### Незвичайні завантаження
На каналі є три відео, які не відповідають стандартам каналу, натомість містять внутрішні посилання чи жарти. Один із них під назвою «tmpRkRL85» (імовірно означає «T em orary Ric k R o l l 19 85» або «T emp late Ric kr o l l 19 85») відтворюється нормально, доки не з’явиться червоний прямокутник стає силуетом танцюючого Ріка Естлі (посилаючись на феномен Рікроллінгу) у другій половині відео.
Відео «00014» — це кадри, записані в Парижі, на яких видно, як Ейфелева вежа освітлюється вночі. Наприкінці відео камера опущена, і на кілька кадрів видно сторінку Webdriver Torso у Facebook.
Останнє відео "0,455442373793", доступне лише для перегляду у Франції, для перегляду потрібно заплатити 1,99 євро, і його можна оплатити лише французькою кредитною карткою. Він демонструє епізод американського мультфільму для дорослих Aqua Teen Hunger Force, дубльований іспанською мовою. Хоча це не внутрішнє посилання чи жарт, завантаження від 3 травня 2022 року під назвою «generated 10min video» містить текст у нижньому лівому куті «kaustubhb.20220503-161459.640x360x10min.0600s – Слайд (номер слайда з чотирьох цифр).)» на відміну від звичайного «aqua.flv — слайд (номер слайда з чотирьох цифр)».

## Припущення
До того, як YouTube підтвердив канал як тестовий, існували певні припущення щодо ідентичності та вмісту відео. Гіпотези щодо цілей каналу включали шпигунські повідомлення, контакт із позаземними формами життя, плани будівництва та програму вербування Cicada 3301.

### Загадковий коментар
Попри те, що Google уточнив мету каналу, це не пояснило, здавалося б, жартівливі посилання, що містяться в деяких відео. Серед них епізод Aqua Teen Hunger Force, силует Ріка Естлі та кадри Ейфелевої вежі. Крім того, Webdriver Torso свого часу прокоментував: «Матей дуже розумний». «Матей», про якого йдеться, невідомий, але підозрюються: Басараб Матей, Матей Манкас, Матей Грубер, Матей Чокарлі та колишній продюсер Cinemassacre Майк Матей. Коментар "Матей" був видалений пізніше.

### Розслідування Soggetto Ventuno
Італійський блогер, на ім'я Soggetto Ventuno виявив, що Webdriver Torso належить до мережі облікових записів під назвою "ytuploadtestpartner_torso". Потім Ventuno виявив кілька інших облікових записів із подібними відео, багато з яких було видалено або закрито після публікації розслідувань Ventuno. Мережа була пов’язана зі сторінками у Facebook і Twitter (зараз X), які наразі видалено. На сторінці Facebook згадувався Йоганнес Ляйтнер, співробітник офісу Google в Цюриху. Ляйтнер дружив з іншим співробітником, Матеєм Грубером. «Матей» згадується на відео 00014. Потім Вентуно порівняв сцени з витягнутих відео з фотографіями офісу Google в Цюриху і помітив збіги, які вказують на те, що вилучені відео були записані в офісу Google в Цюриху і що канал і всі подібні канали керувалися з офісу Google в Цюриху.
Крім того, є 3 схожі канали з такими назвами: Webdriver YPP, Webdriver IVPE та Ekaterina Basic. Усі вони мають канал Webdriver Torso, як пов’язаний із ytuploadtestpartner_torso. А 19 листопада 2014 року було зареєстровано канал Better Bandai зі схожою тематикою і який станом на 18 червня 2024 року налічує 1 млн відео.

### Призначення відео
Відео створено для перевірки якості відео YouTube. Після створення відеозаписи завантажуються на YouTube. Потім завантажені відео порівнюються з відео до їх завантаження, щоб побачити, наскільки втрачено якість.

### Відповідь YouTube
Коли YouTube запитали про Webdriver Torso, вони відповіли:
«Ми ніколи не дамо вам завантажувати відео, яке відбувається повільно або втрачає якість, і ми ніколи не підведемо вас, відтворюючи відео YouTube із низькою якістю. Ось чому ми завжди проводимо тести, такі як Webdriver Torso». Це посилання на пісню Ріка Естлі «Never Gonna Give You Up».

## Великодки в пошуку Google

Логотип Google Webdriver Torso.

- Під час пошуку в Google "Webdriver Torso" логотип Google виглядатиме як відео Webdriver Torso. Однак, якщо Google Doodle працює, він іноді не з’являється.
- У збірках для розробників Android L версія Easter Egg для Android є посиланням на відео Webdriver Torso.[21]

## Зовнішні посилання
- Канал Webdriver Torso на YouTube;
- Відео Timeworks на цю тему.